# 6336 Dodo
A 6336 Dodo (ideiglenes jelöléssel 1992 UU) a Naprendszer kisbolygóövében található aszteroida. Satoru Otomo fedezte fel 1992. október 21-én.